# Yerukala
Yerukala, Yerukula, Erukala, Erukula, ou Kurru é uma etnia indígena do sul da Índia, que se localiza nos estados indianos de Andra Pradexe, Tâmil Nadu e Carnataca. Eles chamam a si próprios de ‘Kurru’, sendo chamados de em Andhra Pradesh em função da tradicional profissão de adivinhar sorte de pessoas (Eruka cheputa).

## População
Ambiente :  Principalmente nas planícies, também florestas tropicais e montanhas.
Estilo de vida :  Era semi-nômade, agora se assentando em vilas e cidades.
Subsistência :  Agricultura / Pecuária / Venda de artesanato.
Classificação :  Dravidícos, do Sul, Tâmil-Canarês, Tâmil-codago, Tâmil-Malaiala, Tâmil.
Alfabetização :  25,74% conforme Censo de 1991.

### Censo
População total dos Yerukala é estimada em 549 mil
- Andra Pradexe (531.000)
- Tâmil Nadu (13.000)
- Orissa (1.800)
- Carnataca (1.200)
- Maarastra (600)
- Déli (200)
- Guzerate (200)
- Pondicherry (200)
- Chatisgar (100)
- Jarcande (87)

### Localização
Regiões de Rayalseema, Telengana e Andhra em Andra Pradexe; Nilgiri, Coimbatore, Periar, Salem em Tâmil Nadu Orissa; Delhi; Karnataka; Kerala; Maharashtra; Guzerate; Pondicherry; Chatisgar, Jarcande.

## Sub-Divisões
Os yerukalas são divididos num número subdivisões funcionais e endogâmicas, as quais são denominadas conforme o nome dos bens que eles produzem ou dos serviços por eles executados. As subdivisões Yerakulas são:
- Dabba Yerukala (fazem cestos com bambus),
- Eethapullala Yerukula (fazem cestos com ramos e folhas de Tamareira)
- Kunchapuri Yerukala (fazem “pentes” de tecelagem)
- Parikamuggula Yerukala (mendigos e leitores de sorte)
- Karivepaku Yerukala (mercadores de folhas de curry)
- Uppu Yerukala (mercadores de sal).

Cada sub-divisão se divide em quarto “phraties viz” (fratrias): Kavadi, Sathupadi, Maanupadi, Mendraguthi. Os dois primeiros “phratries Viz”, Kavadi e Sathupadi, são considerados como superiors às outras duas. Cada Fratria é ainda dividida num certo número de sobrenomes exogâmicos. A endogamia num nível de comunidade, a exogamia da Fratria a o nível de sobrenomes são observados.

### Sobrenomes
Alguns dos sobrenomes se baseiam nas fratrias.

#### Kavadi
- Rayapuri
- Jagannadham
- Poura
- Devarakonda
- Kurakula
- Kampa
- Karredhula
- Dasu
- Ponarsu
- Mukiri
- Mogili
- Ponna
- Undadi
- Kutadi
- Koneti
- Katta
- Nemali
- Devaraya
- Bunadri
- Vanma
- Jajigiri
- Nimma jetti
- Bannapuram
- Rayalapuram
- Kunja
- Uyyala
- Rameshwaram
- sala
- kaveti
- kaveri
- Pujari
- Ragiri
- Bonagiri
- Penugonda
- Mandla(Sirigana)

#### Sathupadi
- balasani
- Chadala
- Pulicheri
- Vusarthi
- Kumbha
- Galeti
- Ballari
- Sampathi
- Palaparthi
- Itla
- Thokala
- Garika
- Angadi
- Koneru
- Kutadi
- Kemmasaram
- Kurra
- Bandi
- Dasari
- Oni
- Lokasani
- Srirama
- Batchu
- Pola
- eragula
- ragula
- Mota
- Nasari
- sathupati
- kandula

#### Manupadi
- Chittipothula
- Kolimigundla
- peram

#### Mendragutti
- Kutada
- Meda
- Nallabothula

## História

### Origem
A mais antiga evidência da presença de Yerukalas pode ser encontrada no Mahabharata, o grande épico indiano. Yekalavya, o grande arqueiro dos tempos do Mahabharata, era da sociedade Yerukala. Yekalavya tem no épico um nível de habilidades e de importância do grande Arjuna, mesmo sofrendo rejeição por parte de Drona's. Ele era membro de uma casta baixa, lhe foi negada o estudo do “Gurukul” de “Dronacharya”. (Ver Eklavya).
Muitos historiadores declararam ter encontrado referências firmes de que os Kakatiyas se originaram numa tribo nômade chamada Erukala.

### Domínio britânico
Durante muitos anos, os Yerukalas viveram nas florestas satisfeitos com sua economia de caça e colheita. Em 1878, porém, a venda de produtos florestais foi proibida pelos ingleses e os Yerukalas foram forçados a se deslocar para as planícies. As tribos perderam tudo o que tinham e se rebelaram contra o governo, o qual por sua vez mais uma vez os forçou, desta vez a se estabelecer em pequenas porções de terra, as quais eram insuficientes para sua sobrevivência. Isso tudo teve um efeito devastador em suas vidas, com desajustes sociais e perdas de auto estima. Em 1911, foi revisado o pela Província de “Madras Presidency” o “Ato Tribal e os Yerukalas foram classificados com Tribo Criminosa. Depois da Independência da Índia eles foram liberados dessa classificação como criminosos (1952). Hoje, eles ainda continuam em extrema pobreza.
Durante o período de domínio do Império Britânico, os Yerukalas se estabeleceram como agricultores e na confecção e comércio de miudezas como cordas, cestos, esteiras. Infelizmente, com o advento de muitas ferrovias no país lhes prejudicou as atividades, o que levou a uma nova situação de desespero, revoltas, repressão por parte da polícia, punições, torturas. Os Yerukalas foram levados a uma situação de vida sub humana.

### República da Índia
Hoje, a maior parte dos Yerukalas está assentada em vilas e cidades. Vêm tentando sair da situação de penúria obtendo mais educação, estudo e independência financeira, algo que lhe foi negado há muitas gerações. Eles vêm usando as reserves e outros benefícios do governo numa maior extensão para obter a liberdade que eles tinham há muito tempo atrás. Mesmo que eles vivam hoje numa democracia ampla como a Índia, eles ainda vivem em péssimas condições sociais por causa do sistema hindu de castas e da discriminação social.
A maioria dos Yerukalas vêm sendo arrendatários de terras do governo para agricultura em Andhra Pradesh. Assim, vêm fazendo bom uso dessas terras e das oportunidades que lhes foram dadas e têm obtidos lucros para investir mais nas terras. Seus ganhos, porém, dependem muito das monções sazonais. Alguns ainda fazem cestos, cordas, cestos para vender. Nenhum deles, porém, faz mais as atividades atividade de tatuagem e leitura da sorte.

## Língua
Os Yerukalas têm um dialeto próprio, que é chamado ‘Yerukula basha’ ou ‘Kurru basha’, ‘Kulavatha’ ou Kuru derivada das Línguas dravidianas, principalmente as línguas Telugo, tâmil, Canarês.
Em Andhra Pradesh, Kurro ou Yerukala é cada vez mais usada em família e na religião, principalmente em Rayalseema e Telengana. Em muitas das regiões há proficiência bilingue com Telugu, mais ainda em Andhra Pradesh e entre os adultos com mais estudo.
O idioma Kuru é muito próximo ao Ravula e o Irula.